# Половинка Валерій Валерійович
Валерій Валерійович Половинка (рос. Валерий Валерьевич Половинка; 22 жовтня 1995, Ленінградська, Росія — 12 серпня 2023, Україна) — російський військовик, сержант ЗС РФ. Герой Російської Федерації.

## Біографія
Закінчив середню загальноосвітню школу і Ленінградський технічний коледж, де здобув професію електромонтера. В 2014 році був призваний в ЗС РФ. В 2015 році підписав контракт і продовжив службу розвідником в 7-й десантно-штурмовій дивізії. В 2019 році брав участь в інтервенції в Сирію. В 2021 році переведений в 45-ту окрему бригаду спеціального призначення. В січні 2022 року брав участь в операції ОДКБ в Казахстані.
З 24 лютого 2022 року брав участь у вторгненні в Україну, командир групи спецназу та оператор БПЛА «Ланцет» своєї бригади. Загинув у бою.

## Нагороди
- Медаль «За військову доблесть» 2-го і 1-го ступеня
- Медаль «Учаснику військової операції в Сирії»
- Орден Мужності (27 червня 2022)
- Звання «Герой Російської Федерації» (8 листопада 2023, посмертно) — «за мужність і героїзм, проявлені під час виконання військового обов'язку.» 21 грудня медаль «Золота зірка» була вручена рідним Половинки губернатором Московської області Андрієм Воробйовим.

Ім'я Половинки присвоєне Ленінградській середній загальноосвідській школі, загону Юнармії та центру єдиноборств, а також навічно зараховане в списки 4-ї особливої козачої сотні.